# Park Narodowy Kinabalu

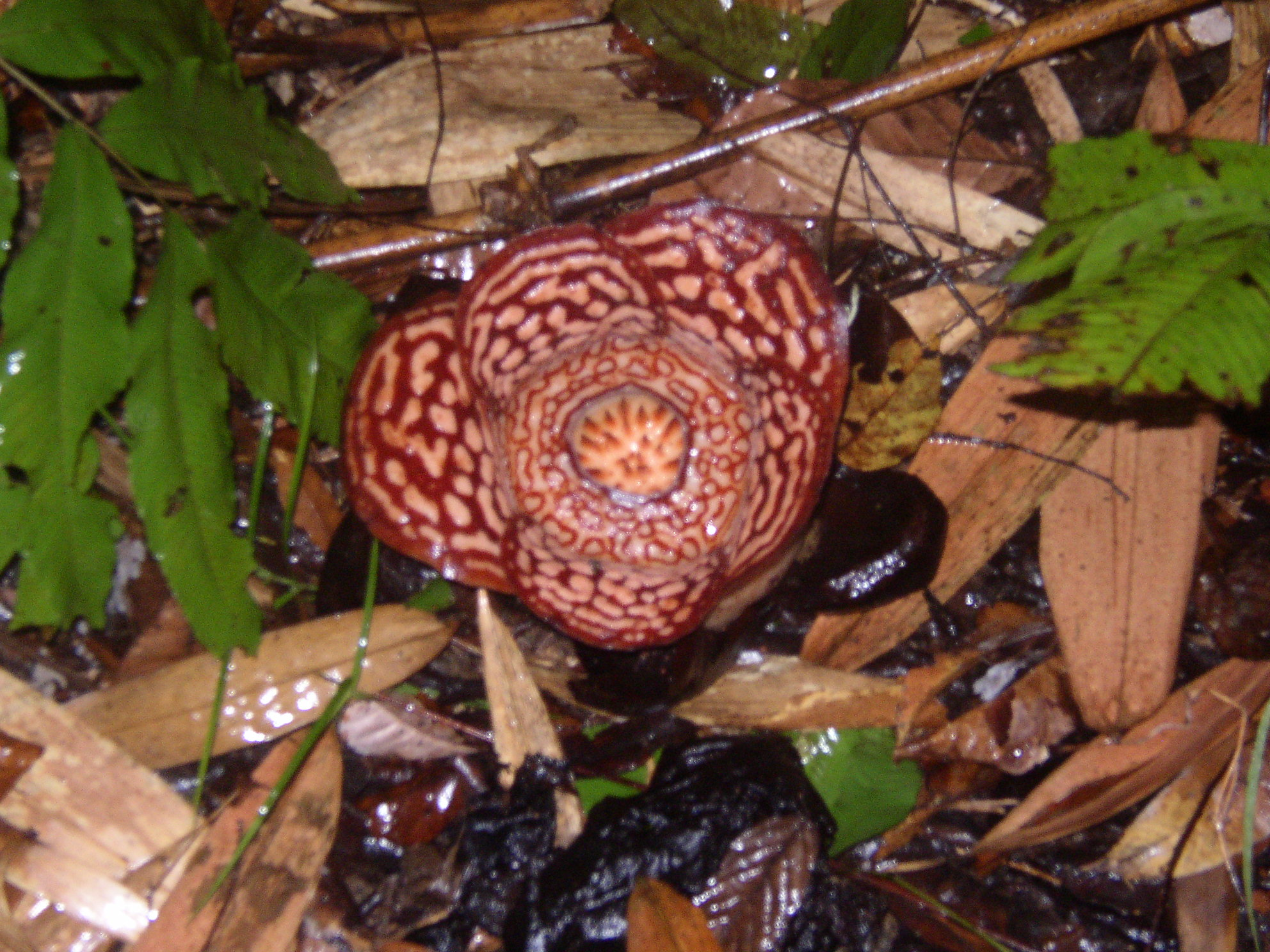
Rafflesia pricei

Park Narodowy Kinabalu – park narodowy leżący na terenie malezyjskiego stanu Sabah. Utworzony został w roku 1964. Obejmuje okolicę góry Kinabalu. Od roku 2000 należy do listy światowego dziedzictwa UNESCO, a od roku 2004 jest częścią Important Bird Area o nazwie Mount Kinabalu.

## Położenie
PN Kinabalu leży na wysokości 600–4101 m n.p.m. Najbliższym miastem jest Kota Kinabalu, znajdujące się 90 km od parku. 

## Flora
Do wysokości 1200 m n.p.m. na obszarze PN Kinabalu przeważa las z obecnością dwuskrzydlcowatych (Dipterocarpaceae). Na wysokości 1200–2350 m n.p.m. występuje las podgórski, cechujący się obecnością dębów (Quercus), mirtów (Myrtus) oraz różnorodnych roślin iglastych. Następnie do wysokości 3000 m n.p.m. występuje górski las z licznymi rododendronami. Wraz ze wzrostem pojawiają się głównie łąki i skarłowaciałe drzewa porośnięte mchem. Powyżej 3700 m n.p.m. rośliny nie występują.
W Parku Narodowym Kinabalu rośnie wiele gatunków roślin mięsożernych, w tym dziewięciu przedstawicieli Nepenthes, w tym dzbanecznik radży (N. rajah) i Nepenthes lowii. Odnotowano około 1500 gatunków storczykowatych (z czego 77 jest endemicznych dla parku), m.in. Bulbophyllum minutissimum, którego kwiaty mierzą 4-5 mm i pięciu przedstawicieli Paphiopedilum. Prócz tego stwierdzono 608 gatunków paproci, 24 gatunki rododendronów (z czego 5 endemicznych), 52 gatunki palm, 30 gatunków imbirów, 10 gatunków bambusów, 78 gatunków fikusów (spośród 135 występujących na Borneo) oraz trzy gatunki bukietnic (Rafflesia). Jeden z gatunków drzew, Koompassia excelsa, dorasta do 90 m wysokości i pomieścić może ponad 100 pszczelich gniazd.

## Fauna
Na obszarze PN Kinabalu stwierdzono 114 gatunków ssaków, są to m.in. biruang malajski (niedźwiedź malajski, Helarctos malayanus), langur szary (Presbytis hosei), langur kasztanowy (Presbytis rubicunda), gibon borneański (Hylobates muelleri), ryjonos borneański (Melogale everetti), mormi borneański (badia, Pardofelis badia), nietoperze Hipposideros galeritus, Miniopterus schreibersii i Rhinolophus luctus, sundajka końskoogonowa (Sundasciurus hippurus) oraz szczur wierchowy (Rattus baluensis). Występują także pszczoły z gatunku Apis dorsata, preferują one wymienione w sekcji Flora drzewa Koompassia excelsa. Wśród płazów stwierdzono 61 gatunków, prócz tego 40 gatunków ryb, 290 gatunków motyli oraz 112 gatunków ciem.

## Awifauna
O uznaniu przez BirdLife International okolicy góry Kinabalu za IBA zadecydowała obecność następujących gatunków: zagrożony bocian garbaty (Ciconia stormi) oraz narażone kiściec modrolicy (Lophura bulweri), czarnopiór (Melanoperdix niger), wężojad górski (Spilornis kinabaluensis), zimorodek modropierśny (Alcedo euryzona), kurtaczek czerwonogrzbiety (Hydrornis baudii) oraz bilbil żółtogłowy (Pycnonotus zeylanicus). Prócz tego spotykane są m.in. nektarzyk czerwnonogardły (Anthreptes rhodolaemus), zielenik niebieskowąsy (Chloropsis cyanopogon), dżunglówka mała (Cyornis turcosus) oraz łuskodrwal sundajski (Meiglyptes tukki).